# 퍼스 와일드캐츠
퍼스 와일드캐츠(영어: Perth Wildcats)는 웨스턴오스트레일리아주 퍼스를 연고지로 하는 NBL 소속 프로 농구 팀이다. 홈경기장은 퍼스 아레나이다.

## 역사
1982년 웨스테이트 와일드캐츠로 창단하였다.
1984년 퍼스 와일드캐츠로 팀명이 변경되었다.

## 참조
1. ↑  시즌의 뒷 해로 표기. 2006-2007 시즌의 경우 2007로 표기.